# Non-dualisme
Non-dualisme of non-dualiteit is een westerse term voor het oorspronkelijke Indiase Advaita Vedānta. Non-dualisme is een verwijzing naar het onbenoembare of het absolute dat ten grondslag ligt aan alle verschijnselen, aan de wereld. Non-dualiteit is geen theorie, filosofie of religie, en heeft daarom geen enkele overeenkomst met andere (geloofs)overtuigingen, visies of theorieën.
Volgens advaita vedanta is er maar één (zelfverlichtend) bewustzijn (de enige echte realiteit) en zijn alle vormen en namen: illusies, reflecties, projecties; verschijningen in bewustzijn. Een veelgebruikt voorbeeld is een spiegel (bewustzijn) en de reflectie (de illusie) of een film (de illusie) die afspeelt op een zelfverlichtend scherm (bewustzijn). 
Het is een bewuste keuze om de term non-duaal (niet twee) te gebruiken. De belichaming van 'een' zou pretenderen dat men weet wat geen twee is. Non-duaal is afgeleid van het Latijnse woord duo en het Latijnse prefix non, "niet". Duo betekent 'twee' en non verwijst naar 'geen'. Non-dualiteit betekent logischerwijs 'geen twee'. In Sanskriet spreekt men over Advaita Vedanta. Letterlijk vertaald: Geen twee.
Advaita Vedanta verwijst naar het inzicht dat het "absolute" de onderliggende essentie van alle verschijnselen is: sat-chit-ananda. Dit kan het best begrepen worden met een analogie: Zoals water de essentie is van alle golven, is het absolute de essentie van alle verschijnselen hier op aarde: bomen, dieren, mensen, vogelpoep, alles. Het verschil met de "normale" kijk op het leven is dat binnen de Advaita Vedanta enkel een schijnbaar onderscheid tussen de verschijnselen wordt erkend. Elke golf is uiteraard anders, maar ze zijn enkel schijnbaar anders; uiteindelijk ze zijn beide gemaakt van water en is water het enige dat daadwerkelijk en absoluut is. Binnen dit alomvattende absolute bestaat echter óók een verschijnsel dat binnen de Advaita Vedanta de "droom" of het individu genoemd wordt: Een psychosomatische energie die zich binnen het menselijk lichaam manifesteert en alles enkel als daadwerkelijk afgescheiden ziet. Er is voor de droom dus geen water, maar er zijn enkel golven die als absoluut worden gezien. Vanuit het individu / de droom ervaart men enkel dualisme; alle verschijnselen zijn absoluut en afgescheiden. Buiten de droom bestaat de dualiteit enkel schijnbaar; warm, koud, jong, oud, goed en kwaad zijn zowel waar (golven) als onwaar (water). Advaita Vedanta heeft geen doel, richting of wens om iets te veranderen. Dit is omdat alles binnen het absolute al volmaakt is, inclusief de afgescheiden droom-energie die ontkent dat alles volmaakt is. 
Het dualistisch denken / de droom / het individu ontstaat bij de gewaarwording van het zelfbewustzijn dat ontstaat rond het derde levensjaar. De neocortex van een pasgeborene ontwikkelt op deze leeftijd een zelfbewustzijn, waarmee de illusie ontstaat dat die als entiteit daadwerkelijk losstaat van andere verschijnselen in de wereld. Net zoals alle andere verschijnselen, kan deze droom-energie ook weer verdwijnen. Het uit elkaar vallen van deze energie noemt men "ontwaken". De algemene opvatting is dat bij de meeste mensen zich een dergelijk zelfbewustzijn vormt. Er zijn enkele gevallen bekend, zoals Jiddu Krishnamurti, waarbij het vermoeden bestaat dat zij nooit een droom-energie hebben ontwikkeld.
Het non-dualistisch denken vindt zijn oorsprong voornamelijk in het boeddhisme en is onder meer zichtbaar in het hindoeïsme (Advaita Vedanta).